# كاتدرائية فيرخوسباسكي
كاتدرائية مخلص الوجه المقدس (بالروسية: Собо́р Спа́са Нерокотво́рного О́браза، tr. Sobor Spasa Nerukotvornogo Obraza)، والمعروفة باسم كاتدرائية فيرخوسباسكي (بالروسية: Веробоспасский собор، tr. Verkhospasskiy sobor)، هي كنيسة أرثوذكسية ومقر الكنيسة الأرثوذكسية. كاتدرائية قصر الكرملين الكبير. بُنيت في الفترة من 1635 إلى 1636 على يد بازين أوغورتسوف وأنتيب كونستانتينوف وتريفيل شاروتين ولاريون أوشاكوف. إنه جزء من مجمع الكنائس المنزلية للقياصرة الروس في قصر تيريم. الكنيسة مغلقة للزيارات المجانية ولا تُقام فيها الخدمات.

## كنائس تيريم
تعد كاتدرائية فيرخوسباسكي جزءًا من مجمع الكنائس المنزلية في قصر تيريم. وتنتهي بإحدى عشرة قبة مذهبة يمكن رؤيتها من ساحة الكاتدرائية على يمين قصر الأوجه. وفي الطابق الأرضي من المبنى توجد كنيسة القديسة كاترين، وفوقها كنيسة القيامة بالكلمة. تنتمي خمس قباب شمالية إلى هذه المعابد. وفي مستوى الطابق الثاني توجد كاتدرائية فيرخوسباسكي التي تضم خمس قباب جنوبية. تنتمي كنيسة صلب المسيح (تمجيد الصليب المقدس) إلى الفصل المركزي.
تقع كنيسة الشهيدة العظيمة كاثرين في الطبقة الثانية من قصر تيريم مقابل الغرفة الذهبية في تسارينا. بنيت عام 1627 على يد الإنجليزي جون ثالر على موقع كنيسة خشبية محترقة. رممت بعد حريق الثالوث في عام 1737، حيث حفظ على عدد قليل فقط من أيقونات الطبقة السفلية من الأيقونسطاس. في عام 1843، وفقًا لمشروع ديمتري تشيتشاجوف، أعيد تصميم الجزء الداخلي بالكامل، وأنشأت الأيقونسطاس الجديد بواسطة فيدور سولنتسيف.
ابتدأ بناء كنيسة الشهيدة إيفدوكيا فوق كنيسة القديسة كاترين عام 1654، وفي عام 1681 أعيد تكريسها تكريماً لقيامة الكلمة. تقع على مستوى كاتدرائية فيرخوسباسكي إلى الشمال منها. بُنيت كنيسة صلب المسيح فوق كنيسة يوانوفسكي التابعة لكاتدرائية فيرخوسباسكي بين عامي 1679 و1681.